# Cathariostachys
Cathariostachys S.Dransf. è un genere di piante della famiglia delle Poacee (sottofamiglia Bambusoideae), endemico del Madagascar.

## Tassonomia
Il genere comprende due sole specie:
- Cathariostachys capitata (Kunth) S.Dransf.
- Cathariostachys madagascariensis (A.Camus) S.Dransf.